# Decreto legislativo
Decreto legislativo (DLG) é um ato normativo de competência exclusiva do poder legislativo com eficácia análoga a de uma lei.

## Conteúdo

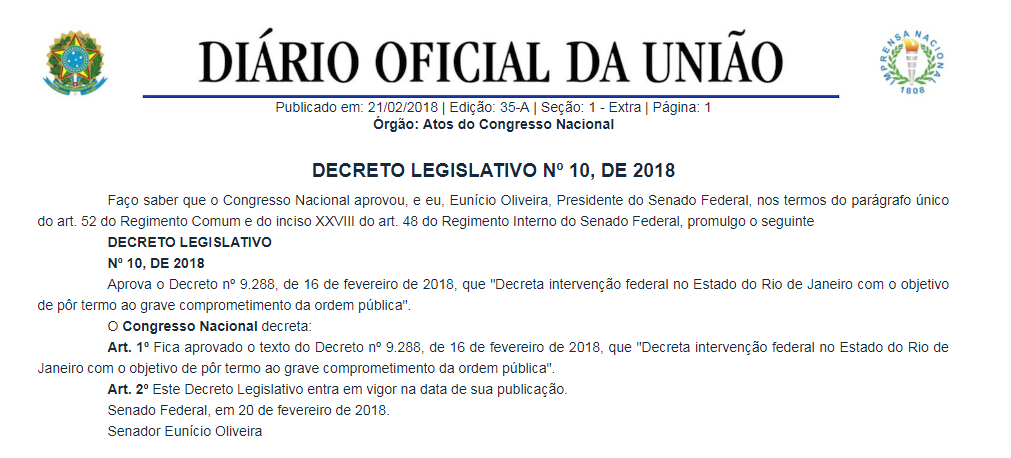
Decreto Legislativo do Congresso Nacional do Brasil aprovando uma intervenção federal.

No Brasil, conforme os arts. 49 e 62, § 3º, da Constituição Federal, o decreto legislativo tem como objeto matérias apontadas como de competência exclusiva do Congresso Nacional, por exemplo: as relações jurídicas decorrentes de medida provisória não convertida em lei; resolver definitivamente sobre tratados, acordos ou atos internacionais que acarretem encargos ou compromissos gravosos ao patrimônio nacional; autorizar o Presidente da República a declarar guerra ou a celebrar a paz e autorizar o Presidente ou o Vice-Presidente da República a se ausentarem do País por mais de quinze dias.

## Comparação com outras normas
O Decreto legislativo não se confunde com o Decreto, emitido pelo poder executivo, de acordo com as suas competências definidas na constituição, nem com o Decreto-lei, um misto de decreto e lei, originariamente oriundo de regimes de exceção, com força e conteúdo de lei, mas sem a aprovação do poder legislativo. O decreto legislativo é espécie normativa primária, de hierarquia legal, integrante do processo legislativo, privativa do Congresso Nacional, para o trato de matérias de sua competência exclusiva.

## Processo de elaboração
No Brasil, os projetos de decreto legislativo devem ser discutidos e votados em ambas as casas do Congresso Nacional (Câmara dos Deputados e Senado Federal. Se aprovados, são promulgados pelo presidente do Senado Federal, não havendo participação do Presidente da República. Não há, portanto, possibilidade de veto.
Cabe destacar, apenas, que o processo legislativo do decreto legislativo, como ato privativo do Congresso Nacional, será realizado obrigatoriamente por meio de atuação das duas Casas do Congresso Nacional e que, ademais, não haverá participação do Chefe do Executivo no procedimento, quer dizer, ao contrário do que sucede com a leis, as quais são, de regra, sancionadas pelo Presidente da República, os decretos legislativos são promulgados pelo Presidente do Senado.